# Zvezdasti mah
Zvezdasti mah je vrsta maha, ki raste v vseh gozdovih v Sloveniji. Znanstveno ime je Plagiomnium undulatum. Spada v razred mahov. Je zelo razširjena vrsta maha. Ima temnozelene vejice, na katerih so drobne zelene zvezdice. Raste v vseh prsteh. Zraste do 15 cm.